# Jesús, el niño Dios
Jesús, el niño Dios es una película bíblica mexicana filmada en 1969 y estrenada el 16 de diciembre de 1971, antes de la Nochebuena y la Navidad, producida por Alfredo Zacarías, escrita y dirigida por Miguel Zacarías, y protagonizad por el actor argentino Guillermo Murray como José, Jorge Rivero como Claudio el Soldado romano, Gayle Bedall como María, el actor chileno Luis Alarcón como el soldado Voltigio, y Alfredo Melhem como el niño Jesús. Realizada a todo Color.

## Sinopsis
En Belén nace Jesús, el salvador enviado por Dios. Los Tres Reyes Magos lo visitan, pero en su caminar, guiados por una estrella pasa por Jerusalén, donde vive el rey Herodes, que temeroso de perder su poder por la venida del Mesías, dispone que mueran todos los menores de tres años. Un ángel avisa a José, el padre terrenal del niño, que se refugie con su familia en Egipto. Un legionario conduce a la familia por el desierto para que se cumpla la profecía.
- Datos: Q5929820